# Famille Grebeni
Grebeni ou de Greben (Grebenski dans l'historiographie croate moderne) est le patronyme d'une ancienne famille slavone de la noblesse hongroise médiévale. 

## Origine
Cette famille apparaît avec Gurdon (Gárdony, Grdun) pristaldus de Greben en 1209 et possédait le château de Greben (hu) dans le comitat de Varasd. Pristaldus, forme latinisée de « Pristav »,  désigne en droit slave, et surtout croate, une personne digne de foi puis  un officier du tribunal royal. Elle est à l'origine des familles Hermanffy de Greben et Lorántffy de Greben.

## Branches

### De Greben
- Hektor de Greben (fl. 1322-1324), ispán de Kőrös. Frère du suivant.
- Péter Punik (Punek) de Greben et Beretinec, ispán de Zagreb entre 1326 et 1328.
- Péter de Greben, fils du précédent, il est cité comme chevalier (miles en latin).
- László de Greben, ispán de Varasd (1459 et 1464-65) et de Bars (1461), seigneur de Hum, "Ewranowez", "Lonya", Lonjica (en), Hrašćina, Berzchecz (en), "Kerschyanowecz". Epoux de Dorottya Humski[2],[3].
- Herman de Greben (fl. 1424-1450). Il participe à l'assemblée de la noblesse slavone à Križevci les 9-11 mars 1439 comme vice-ban de Slavonie. Il est à l'origine de la famille Hermanffy de Greben, littéralement "fils-de Herman" en hongrois.

### Hermanffy de Greben
- László Hermanfi de Greben (fl. 1430–1490), vice-palatin de Hongrie et vice-ban de Slavonie. Dernier du nom, il adopte en 1481 Boldizsár Batthyány.

### Lorántffy de Greben
En 1404 est enregistré le patronyme Lorantffy de Greben - littéralement "fils-de Lorant" en hongrois - porté par les descendants de Lorand de Greben.

## Sources
- Tamás Pálosfalvi: Vitézek és Garázdák: a szlavóniai humanisták származásának kérdéséhez,  In: Turul vol. 86 (2013) p. 1-16
- Koltai András: Batthyány Ádám. Egy magyar főúr és udvara a XVII. század közepén - A Győri Egyházmegye Levéltár kiadványai. Források, feldolgozások 14. Győr, 2012
- Tatjana Radauš. Hrvatski biografski leksikon. 2002
- Armorial de Siebmacher, "Der Adel von Kroatien und Slavonien"